# Sant'Oreste
Sant'Oreste là một đô thị ở tỉnh Roma trong vùng Lazio, có cự ly khoảng 35 km về phía bắc của Roma. Tại thời điểm ngày 31 tháng 12 năm 2004, đô thị này có dân số 3.606 người và diện tích là 44.0 km².
Sant'Oreste giáp các đô thị: Civita Castellana, Civitella San Paolo, Faleria, Nazzano, Ponzano Romano, Rignano Flaminio, Stimigliano.
Tài liệu đầu tiên đề cập đến Sant’Oreste do Benedict của Soratte (Benedetto del Soratte) viết trong tác phẩm của ông Chronicon in 747 AD, in which he mentions Curtis Sancii Heristi. Nguồn khác cho rằng tên địa danh này lấy theo dòng họ Aristi hay Edisti. Một thành viên dòng họ này, Saint Orestes (Edistus, Sant'Edisto, Sant'Oreste) bị hành hình vì đạo khoảng năm 68. Do lệch âm nên tên Sanctus Edistus được viết thành Sanctus Heristus, Santo Resto, San Tresto, Sant'Oreste.